# Anadir (reka)
Anádir (rusko Ана́дырь) je reka na skrajnem severovzhodu Sibirije v Rusiji v Čukotki.
Anadir izvira v osrednjem delu Anadirske planote na Stanovojskem hrbtu kot Ivaški ali Ivačno približno 67° severno in 171° vzhodno. Najprej teče v jugozahodni smeri, nato pa proti vzhodu. V zalivu Onemen Anadirskega zaliva se izliva v Beringovo morje.
V zgornjem toku je njena dolina ozka, v srednjem in spodnjem toku pa je ravna in na nekaterih delih ni posebej izrazita. V ustju doseže njena širina do 7 km. Glavni desni pritoki so: Jablon, Jeropol, Travka in Majn, levi pa: Činejvejem, Belaja in Tanjurer. Reka je plovna do naselja Markovo 570 km od ustja.
Področje, kjer teče Anadir, je redko naseljeno in prevladuje tundra, bogata z različnim rastlinskim svetom. Območje obkrožajo gore. Devet mesecev so tla pokrita s snegom, zmrznjene reke pa predstavljajo vozne poti. Na tem območju je živelo ogromno severnih jelenov. Število domačih jelenov se je po letu 1992 močno zmanjšalo zaradi reorganizacije in privatizacije državno vodenih kolhozov. Ker se je zmanjšalo število domačih severnih jelenov, se je povečala populacija divjih karibujev.
V reki živi deset vrst lososov. Vsako leto imajo v zmrznjenih estuarijih Anadirjevega ustja zadnjo nedeljo v aprilu tekmovanje v ribolovu, ki je znano kot Korfest.
Dežnjov je leta 1648 dosegel ustje Anadirja in ustanovil zimovališče in postojanko (ostrog), kasnejšo anadirsko naselbino. Anadir je v 18. stoletju opisal Dimitrij Laptev.